# Phenacoccus monieri
Phenacoccus monieri är en insektsart som beskrevs av Alfred Serge Balachowsky 1939. Phenacoccus monieri ingår i släktet Phenacoccus och familjen ullsköldlöss. Inga underarter finns listade i Catalogue of Life.